# タイムベースコレクタ
タイムベースコレクタ（Time Base Corrector）とは、アナログVTRにおいて機械的な不安定さから引き起こされる時間軸エラーを補正するための機器である。

## 概要
アナログVTRではヘッドやテープの回転・走行にわずかなムラが生じ、画面上に再生された再生画の縦線が細かく左右にぶれる「ジッタ」現象が起こる。しかし、この機器によって映像信号を走査線ごとにデジタルメモリーに取り込み、正確なタイミング信号（同期信号）に合わせてメモリーから取り出し、再構成することでジッタの少ない再生画像を得られる。
またVTRの再生映像と他のVTR・スタジオカメラ・テロッパーなどを組み合わせスイッチャ（ビデオミキサ）で映像を切り替えるシステムを構成する場合、すべての機器で映像信号のタイミング（走査線を切り替える水平同期・フレームを切り替える垂直同期）を合わせないと映像が乱れてしまう。カメラの場合は基準となる同期信号を同期信号発生器（Sync Generator）によって作りだし、ゲンロック（GENeratorLOCK）信号としてカメラに供給するが、VTRでは再生信号をこのタイムベースコレクターに接続し、タイムベースコレクタによって基準となる同期信号に合わせられた映像信号を得ることで、ゲンロックされたカメラと同様に映像をスイッチ（ミックス）できる（フレームシンクロナイザーとしての利用）。
テープの磁性体はがれやヘッドの目詰まりによって起こる映像信号の欠落を、メモリーされた信号によって埋める（DOC・Drop Out Compensation)用途にも利用される。この場合はヘッドからのRF信号を監視し、閾値以下になった状態でメモリー上の信号と置き換えて出力する。
タイムベースコレクタは映像信号用のA/Dコンバータ・メモリと、基準となる同期信号によってメモリからデータを読み出しアナログ映像信号を組み立てるD/Aコンバータからなっている。
放送用・業務用途では「出力する映像信号全体のレベルを調整する」「出力する映像信号の色信号レベルを調整する」「色あいを調整する」「セットアップを調整する」「基準同期信号に対する出力映像信号の水平位相・サブキャリア位相を調整する」ことが可能であることが求められるが、家庭用VTRなどでジッタ補正に使われるものではこうした調整機能を簡略化・省略したものが使われており、「TBS（TimeBaceStabilizer）」などと呼ばれている。

## 用途
放送用・業務用のVTRでは必須の機能とされ、筐体内に内蔵されていることが多い。またレーザーディスクにおいては、機構上必須とされ、家庭用機器においても必ず内蔵されている。
家庭用VTRでは採用例は少ない。S-VHSでも、特に画質重視の高級機に採用例が見られた。ビデオ戦争において画質面ではベータマックスはVHSより上だと言われた（EDベータとS-VHSを含めて）が、1990年代以降のS-VHSはEDベータを画質面でも凌駕したと評される事がある。その理由のひとつは、タイムベースコレクタの採用による画質向上である。Hi8においても高級機で採用例がある。
また、単体型が映像機器メーカーの朋栄などから、「画像安定装置」といった名目で、製造・販売されている。このような単体機は、画質向上というよりは、実質上はコピーガードキャンセラーとして用いられた。マクロヴィジョン方式のコピーガードは、ダビング時に垂直同期を乱す事で成り立っているが、タイムベースコレクタは垂直同期を補正するものであるため、コピーガードの機能を無効にしてしまう（VTR内蔵のタイムベースコレクタは、機能を制限して、コピーガードを妨げないようになっている）。現在ではマクロビジョン方式以外のコピーガードが普及したため、単なるタイムベースコレクタではキャンセラーとしての機能を持たないが、現在も販売されている「画像安定装置」においては、タイムベースコレクタの機能を備える機器が多い。

## 参照
- Wikipedia英語版
- 原田益水『VTRのすべて』 電波新聞社刊 1990年